# Дворянство Первой империи

Большой Имперский герб

Дворянство империи (фр. Noblesse d'Empire) — все лица, получившие титулы при Первой империи и Второй империях, и их наследники, согласно праву первородства.

## Создание
Дворянство империи было создано в 1804 году, когда титулы принцев получили члены императорской семьи. В 1806 году были созданы титулы герцогов, а в 1808 году — титулы графа, барона и шевалье.
1 марта 1808 года Наполеон ввёл систему различных титулов, вдохновлённый старой знатью. Его целью было в духе организации ордена Почётного легиона совместить благородство Старого режима с революционной буржуазией для создания стабильной элиты, верной императорскому режиму.

## Иерархия
- Титул принца или князя был предназначен для членов императорской семьи и некоторых министров или маршалов;
- Титул герцога Империи присваивался главным сановникам империи, государственным министрам и маршалам;
- Титул графа Империи был установлен для министров, сенаторов, архиепископов, государственных советников и председателя законодательного корпуса (всего 251 титул).
- Титул барона Империи предоставлялся председателю счётной палаты, епископам, мэрам 37 «хороших городов» (всего 1516 титулов).
- Титул шевалье, или рыцаря Империи, касался, в частности, кавалеров (легионеров) ордена Почётного легиона (всего 385 титулов).

## Первая империя
Дворянские титулы присваивались в первую очередь за службу, поэтому новое дворянство в подавляющем большинстве состояло из военных (67,9 %) и чиновников (22 %). Некоторые потомственные дворяне «Старого режима» за службу также получили от Наполеона почётные титулы, которые иногда были выше их прежних.
В общей сложности за подвиги на военной и гражданской службе было присвоено около 3300 титулов, из которых 34 — это князья и герцоги, 417 графов, 1550 баронов и 1317 шевалье.

### Князья Первой империи
| Титул               | Кому присвоен        | Дата       | Примечание                         |
| ------------------- | -------------------- | ---------- | ---------------------------------- |
| князь Понтекорво    | Жан-Батист Бернадот  | 05/06/1806 | Кронпринц Швеции (21 августа 1810) |
| князь Беневентский  | Шарль-Морис Талейран | 05/06/1806 | Угас в 1838                        |
| князь Невшательский | Александр Бертье     | 30/03/1806 | Угас в 1918                        |
| князь Ваграмский    | Александр Бертье     | 31/12/1809 | Угас в 1918                        |
| князь Экмюльский    | Николя Даву          | 15/08/1809 | Угас в 1853                        |
| князь Эсслингский   | Андре Массена        | 31/01/1810 | Существует                         |
| князь Понтекорво    | Люсьен Мюрат         | 05/12/1812 | Существует (князья Мюраты)         |
| князь Москворецкий  | Мишель Ней           | 25/03/1813 | Угас в 1969                        |

### Герцоги Первой империи
| № | Титул                | Кому присвоен                 | Дата присвоения | Примечание                              |
| --- | -------------------- | ----------------------------- | --------------- | --------------------------------------- |
| 1. | герцог Гуасталлы     | Камилло Боргезе               | 30/03/1806      | Угас в 1818 году.                       |
| 2. | герцог Данцигский    | Жозеф Лефевр                  | 27/05/1807      | Угас в 1835 году.                       |
| 4. | герцог Лоди          | Франческо Мельци д’Эриль      | 20/12/1807      | Существует                              |
| 5. | герцог Падуанский    | Жан-Тома Арриги де Казанова   | 19/03/1808      | Угас в 1888 году.                       |
| 6. | герцог Ауэрштедтский | Луи Никола Даву               | 28/03/1808      | Существует                              |
| 7. | герцог Пармский      | Жан-Жак де Камбасерес         | 24/04/1808      | Угас в 1881 году.                       |
| 8. | герцог Пьяченцы      | Шарль-Франсуа Лебрен          | 24/04/1808      | Угас в 1926 году.                       |
| 9. | герцог де Риволи     | Андре Массена                 | 24/04/1808      | Существует                              |
| 10. | герцог Кастильоне    | Пьер Ожеро                    | 26/04/1808      | Угас в 1816 году.                       |
| 11. | герцог Ровиго        | Рене Савари                   | 05/1808         | Угас в 1888 году.                       |
| 12. | герцог де Вальми     | Франсуа-Кристоф Келлерман     | 03/06/1808      | Угас в 1868 году.                       |
| 13. | герцог Эльхингенский | Мишель Ней                    | 06/06/1808      | Угас в 1969 году.                       |
| 14. | герцог Виченцы       | Арман де Коленкур             | 07/06/1808      | Угас в 1896 году.                       |
| 15. | герцог де Монтебелло | Жан Ланн                      | 15/06/1808      | Существует                              |
| 16. | герцог Рагузский     | Огюст Мармон                  | 28/06/1808      | Угас в 1852 году.                       |
| 17. | герцог Далматский    | Николя Сульт                  | 29/06/1808      | Угас в 1857 году.                       |
| 18. | герцог де Конельяно  | Бон Андре Жанно де Монсей     | 02/07/1808      | Угас в 1901 году.                       |
| 19. | герцог де Тревизо    | Эдуар Мортье                  | 02/07/1808      | Угас в 1946 году.                       |
| 20. | герцог Фриульский    | Жерар Дюрок                   | 14/11/1808      | Угас в 1829 году.                       |
| 21. | герцог де Беллуно    | Виктор                        | 10/09/1808      | Угас в 1917 году.                       |
| 22. | герцог Тарентский    | Этьен Макдональд              | 09/12/1808      | Угас в 1912 году.                       |
| 23. | герцог д’Абрантес    | Андош Жюно                    | 15/01/1809      | Угас в 1982 году.                       |
| 24. | герцог Истрийский    | Жан-Батист Бессьер            | 28/05/1809      | Угас в 1856 году.                       |
| 25. | герцог Отрантский    | Жозеф Фуше                    | 15/08/1809      | Существует                              |
| 26. | герцог Кадорский     | Жан Батист Номпер де Шампаньи | 15/08/1809      | Угас в 2010 году.                       |
| 27. | герцог де Фельтре    | Анри Кларк                    | 15/08/1809      | Угас в 1852 году (и вторично в 2021-м). |
| 28. | герцог Гаэты         | Мартен Годен                  | 15/08/1809      | Угас в 1841 году.                       |
| 29. | герцог Масса         | Клод-Амбруаз Ренье            | 15/08/1809      | Угас в 1962 году.                       |
| 30. | герцог де Бассано    | Юг-Бернар Маре                | 15/09/1809      | Угас в 1906 году.                       |
| 31. | герцог Литта         | Антонио Литта-Висконти-Арезе  | 28/02/1810      | Угас в 1820 году.                       |
| 32. | герцогиня Наваррская | императрица Жозефина          | 09/04/1810      | Угас в 1852 году.                       |
| 33. | герцог Дальберг      | Эммерих фон Дальберг          | 14/04/1810      | Угас в 1833 году.                       |
| 34. | герцог де Реджо      | Николя Удино                  | 14/04/1810      | Угас в 1956 году.                       |
| 35. | герцог д’Альбуфера   | Луи-Габриэль Сюше             | 24/01/1812      | Существует                              |
| 36. | герцог Висконти      | Карло Висконти ди Модроне     | 05/03/1813      | Угас в 2000 году.                       |
| 37. | герцог Декре         | Дени Декре                    | 28/04/1813      | Угас в 1820 году.                       |
| 38. | герцог Линьи         | Жан-Батист Жирар              | 21/06/1815      | Угас в 1815 году.                       |
| Примечание. Эти 4 герцогских титула были пожалованы Наполеоном не от Империи, а от Итальянского королевства. |                      |                               |                 |                                         |

### Титулы, дававшиеся вассальными государями
Наполеон уполномочил монархов созданных им государств присваивать титулы. Не все имели одинаковые права: в то время как королям Хосе-Наполеону и Иоахиму-Наполеону разрешалось создавать титулы, а также восстанавливать в своих титулах прежнюю знать своих государств (Неаполитанское королевство и Королевство Испания), королю Голландии Луи было запрещено признавать прежнюю знать.
Суверены вассальных государств могли жаловать те же титулы, что и существующие в Империи (герцоги, графы, бароны), а также титулы маркизов. Жаловать титулы князей они не могли.

## Вторая империя
После провозглашения Наполеона III императором присуждение титулов продолжилось.

### Герцоги Второй империи
Кроме создания новых герцогских титулов, Наполеон III возродил один из угасших — спустя 12 лет после смерти 2-го герцога де Фельтре титул унаследовал его внучатый племянник.
|    | Титул              | Кому присвоен                                    | Дата присвоения                                                             | Примечание        |
| -- | ------------------ | ------------------------------------------------ | --------------------------------------------------------------------------- | ----------------- |
| 1. | герцог де Малахофф | Жан-Жак Пелисье                                  | 22/07/1856                                                                  | Угас в 1864 году. |
| 2. | герцог де Маджента | Патрис де Мак-Магон                              | 05/06/1859                                                                  | Существует        |
| 3. | герцог де Морни    | Шарль де Морни                                   | 08/07/1862                                                                  | Угас в 1943 году. |
| 4. | герцог де Персиньи | Виктор Фиален                                    | 09/09/1863                                                                  | Угас в 1885 году. |
| —  | герцог де Фельтре  | Шарль-Мари-Мишель де Гойон (правнук Анри Кларка) | 02/07/1864 (возрождение титула, созданного в 1809 году и угасшего в 1852-м) | Угас в 2021 году. |

### Графы
- Шарль Кузен-Монтабан, граф де Паликао

## Геральдика

Тока (корона) принцев
Орнамент гербов герцогов империи
Орнамент гербов герцогов королевства Италия
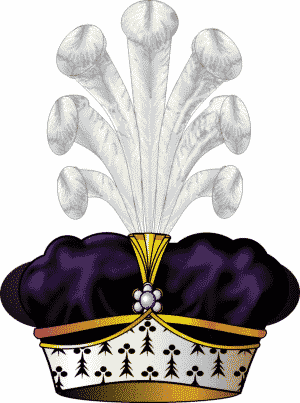
Герцогская тока (корона)
Орнамент гербов графов империи
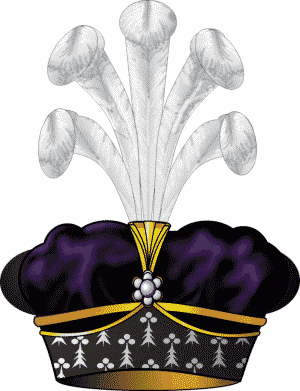
Графская тока (корона)
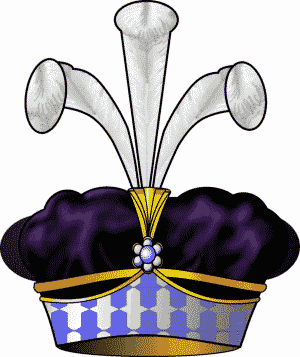
Баронская тока (корона)
Дворянская тока (корона)

## Комментарии
1. ↑  В большинстве стран Западной Европы титул мог и может носить только один человек, а не все члены рода, как в Российской империи и некоторых других странах (Германии, Австрии, Польше), поэтому титул наследует старший сын.